# St. Michael (München)
Die Jesuitenkirche St. Michael in der Neuhauser Straße in der Münchner Altstadt ist ein zwischen 1583 und 1597 errichteter römisch-katholischer Sakralbau, der nach dem Erzengel Michael benannt ist. Das Kirchengebäude ist am Übergang von Renaissance und Barock entstanden, es ist der „erste große Kirchenbau Süddeutschlands nach dem Abbruch der spätmittelalterlichen Tradition“. Viele Bauideen wurden von Il Gesù übernommen, der römischen Mutterkirche der Jesuiten. So wurde die Münchner Michaelskirche prägend für viele barocke Kirchen im deutschsprachigen Raum. St. Michael war auch das geistliche Zentrum der Gegenreformation in Bayern.

## Lage
St. Michael (Neuhauser Str. 6) befindet sich in der Fußgängerzone, etwa in der Mitte zwischen Marienplatz und Stachus am Südrand des Kreuzviertels. Sie bildet den südöstlichen Abschluss des Wilhelminum-Gebäudekomplexes. Ganz in der Nähe, östlich der Kirche, befand sich der Graben der leonischen Stadtbefestigung, deren östliches Tor, der Schöne Turm, zusammen mit dem vorspringenden Flügel des Kollegs St. Michael, in dem die Höhere Schule untergebracht war, die Verbreiterung der Neuhauser Straße zu einem optisch abgeschlossenen Platz aufwertete. Damit hat St. Michael eine besonders repräsentative Lage an der Salzstraße.

## Geschichte

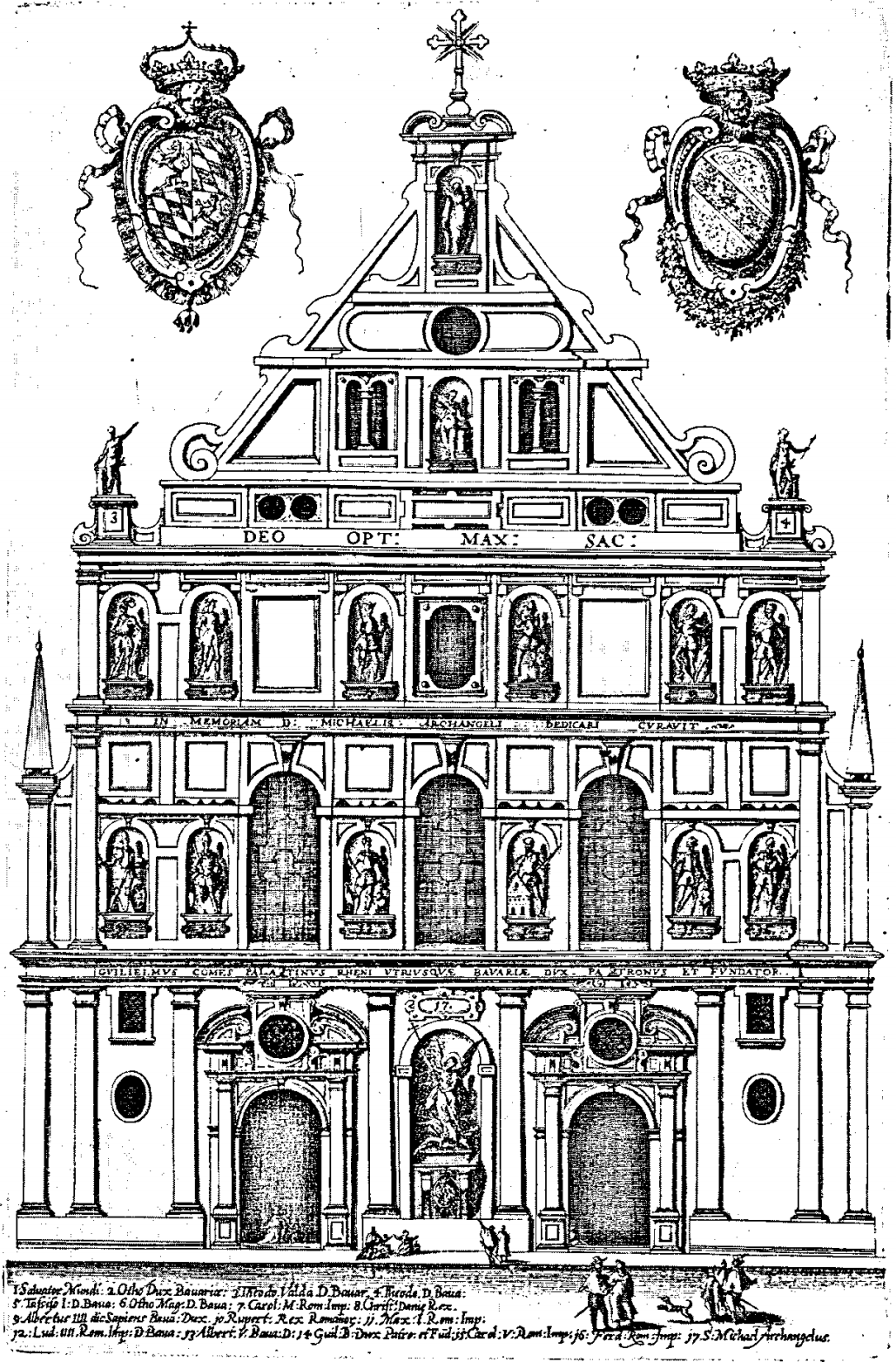
Kupferstich der Fassade von St. Michael (1597)

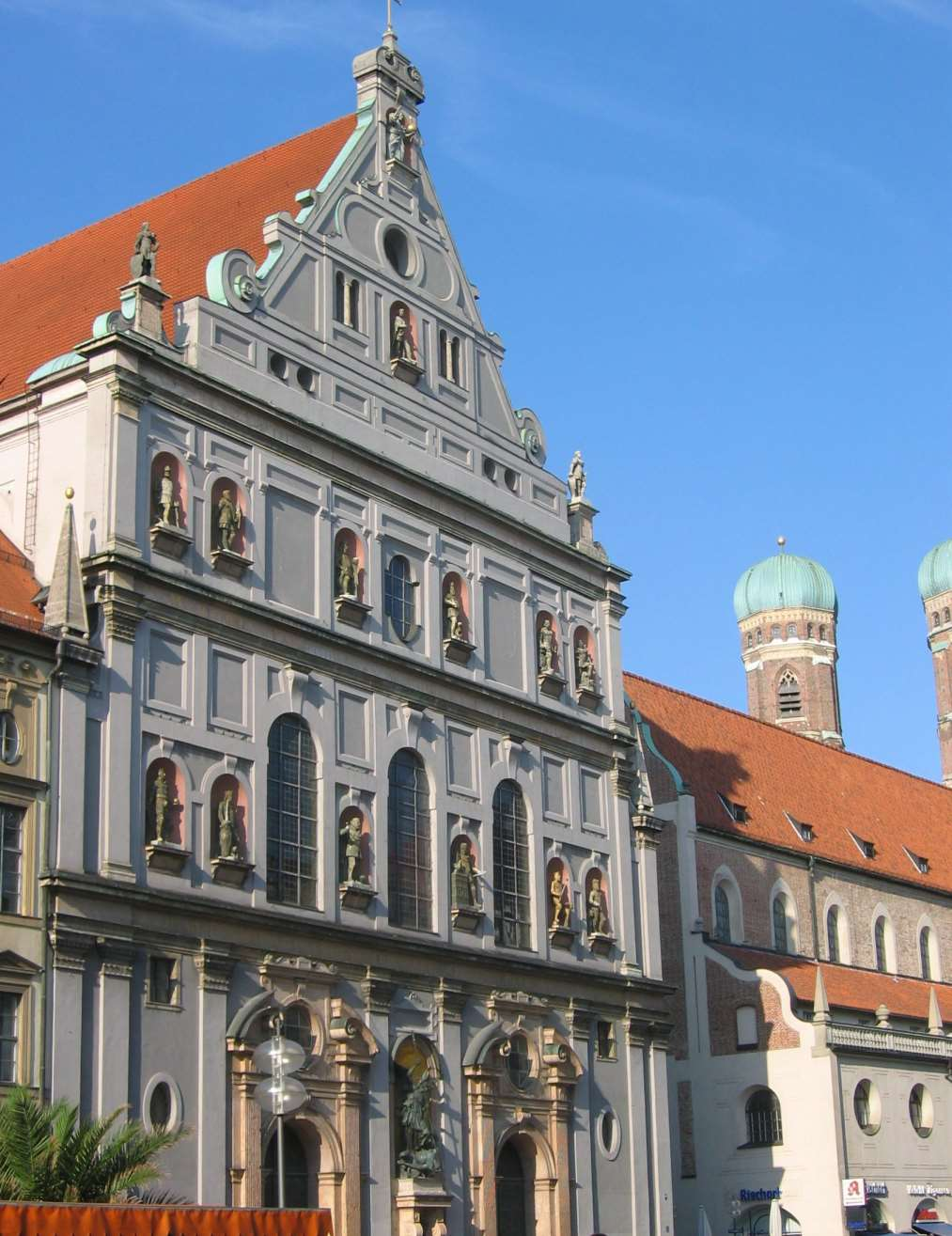
St. Michael im Jahr 2007 mit wesentlich dunkleren Figuren vor deren Renovation zwischen 2009 und 2013

1556 vereinbarte Herzog Albrecht V. mit den Jesuiten die Errichtung einer Höheren Schule in München, des heutigen Wilhelmsgymnasiums. Um dem Jesuitenorden und der Höheren Schule angemessene und moderne Räume zur Verfügung zu stellen, war ein Neubau notwendig. Allerdings kamen diese Forderungen zu Lebzeiten Albrechts V. nicht über das Planungsstadium hinaus. Sein Sohn Herzog Wilhelm V., genannt der Fromme, initiierte wieder den Bau eines Jesuitenkollegs mit Kollegkirche. Gleichzeitig wollte Wilhelm V., der die Gegenreformation in Bayern entscheidend vorantrieb, mit dem Bau Zeugnis seiner geistigen Herkunft ablegen, die er bis zu den römischen Kaisern Konstantin und Justinian zurückführte.
Am 18. April 1583 war bereits Grundsteinlegung. Vermutlich waren für die architektonischen Entwürfe der Maler und herzogliche Hofkünstler Friedrich Sustris und der Augsburger Schreiner und Architekt Wendel Dietrich verantwortlich, wobei dem ersten eher der allgemeine Entwurf und dem zweiten die Details zuzuordnen wären, für die er zahlreiche Holzmodelle anfertigte. Einzelne Zeichnungen sind erhalten geblieben, die dem Umkreis von Sustris zugeschrieben werden. Für die Bauausführung war der Mauermeister Wolfgang Miller zuständig. Das monumentale Tonnengewölbe, das bis heute zweitgrößte freitragende Tonnengewölbe der Welt wurde 1587/88 eingezogen. Das Tonnengewölbe hielt trotz pessimistischer Stimmen zur damaligen Zeit bis 1944 stand.
1590 stürzte der Turm ein und zerstörte den Chor; das Tonnengewölbe hielt dagegen. Die Bauarbeiten wurden zuerst eingestellt, dann wurde eine beträchtliche Verlängerung der Kirche nach Norden geplant. Damals wurde die querhausartige Zone vor dem Chorbogen und der Chor selbst entworfen. Erst 1593 wurden die Arbeiten an St. Michael wahrscheinlich unter der Oberleitung und unter der Verwendung von Ideen von Friedrich Sustris wieder aufgenommen. Am 6. Juli 1597 wurde die Kirche eingeweiht. Wilhelm V. geriet durch seinen Baueifer (schließlich hat St. Michael in seinen Ausmaßen die Mutterkirche der Jesuiten, Il Gesù in Rom, deutlich übertroffen), an den Rand des Staatsbankrotts. Dennoch wurde St. Michael direktes Vorbild für über 100 Nachfolgebauten.
Die Jesuiten betreuten Kirche und Kolleg St. Michael bis zum Verbot 1773. Im gleichen Jahr wurde St. Michael Hofkirche. Während der Säkularisation kamen das Kolleg und die Kirche St. Michael in königlichen Besitz. Sie sind bis heute Eigentum des Freistaates Bayern.
1907 wurde die Fassade restauriert. Erst 1921 kehrten die Jesuiten nach St. Michael zurück. Während des Zweiten Weltkrieges, vor allem im November 1944 wurde St. Michael schwer beschädigt; das Tonnengewölbe stürzte ein. In den Jahren 1946 bis 1948 erfolgte der Wiederaufbau. Dabei wurde das Tonnengewölbe erneut gemauert. 1971/72 erfolgte eine erneute Fassadenrenovierung. 1981 wurden die Stuckdekorationen des Tonnengewölbes wieder angebracht, die Figur des Christus Salvator, die 1944 zerstört wurde, als Rekonstruktion wieder im Giebel aufgestellt. Von 2009 bis 2013 wurde die Fassade einschließlich ihrer Figuren für über 4 Mio. Euro renoviert, nachdem sich zuvor Putz- und Steinbrocken gelöst hatten. Die südliche Hauptfassade wurde in einem deutlich helleren Farbton gestaltet und unterscheidet sich nun merklich vom Erscheinungsbild der restlichen Fassaden, die nicht renoviert wurden. Auch die 15 Figuren der Fassade sind seither in strahlendem Weiß gestaltet.

## Architektur

### Fassade

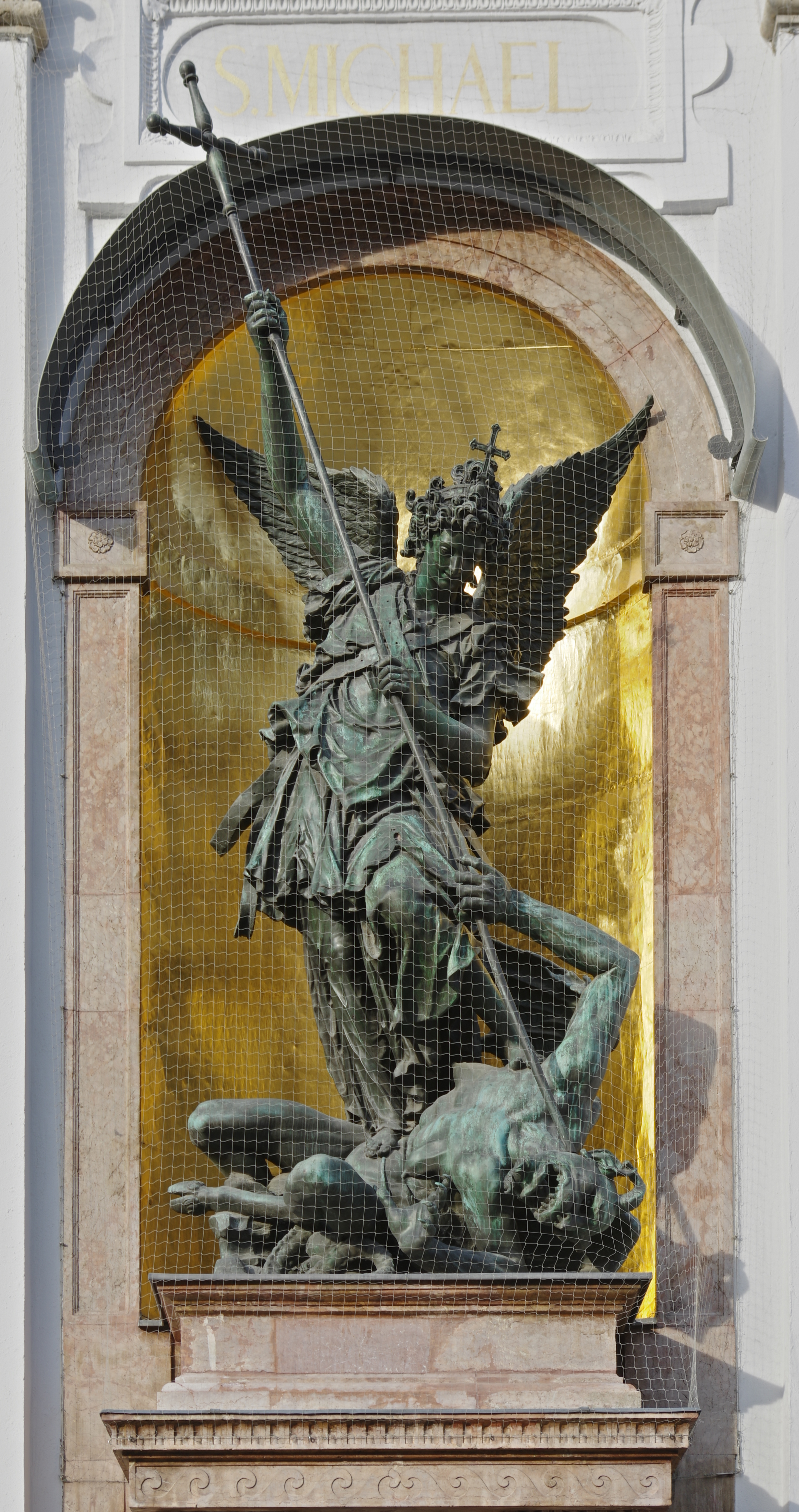
Erzengel Michael zwischen den Portalen

Die Fassade der Michaelskirche ist dreigeschossig, wobei die Geschosshöhe nach oben abnimmt. Das untere Geschoss wird durch zwei Portale mit gesprengten Giebeln, eine mittige Nische und toskanische Pilaster gegliedert. Im ersten Obergeschoss wechseln Fenster mit Figurennischen. Figurennischen finden sich auch im zweiten Obergeschoss. Über den Nischen liegen jeweils Wandfelder. Die Obergeschosse werden durch Pilaster eingefasst, das Untergeschoss durch doppelte Pilaster. Durchgezogene Gebälklagen trennen die Geschosse. Der dreieckige Giebel erhebt sich über einer Attikazone und ist wiederum dreigeschossig aufgebaut. Die obere Giebelnische zeigt Christus als Salvator mundi. Auf den Giebelschrägen liegen Voluten. Als Bekrönung dient ein kleiner, gesprengter Giebel, der ein Kreuz trägt.
Die Fassade wurde sowohl höfisch wie sakral konzipiert. Sie lässt sich in Gliederung und Einordnung in das Straßenbild eher mit der Fassade eines mittelalterlichen Rathauses vergleichen. Dennoch trägt sie deutliche theologische Züge. Im Giebel thront Christus als Salvator (Retter), in der Nische des Erdgeschosses der Erzengel Michael, der im Kampf um den wahren Glauben alles Böse dieser Welt mit der Lanze tötet. Diese Bronzestatue des Erzengels und Kirchenpatrons als Sieger über den Satan stammt von Hubert Gerhard (1588) und wacht symbolisch zwischen den Eingängen. Zwischen dem Erzengel Michael unten und Christus oben sind antike, christliche und bayerische Herrscher dargestellt, die sich nach Meinung Wilhelms V. als Kämpfer und Verteidiger des christlichen Glaubens in Bayern verdient gemacht haben. Der Herzog selbst ist mit dem Modell der Kirche dargestellt.
Zwölf der in Stein gehauenen Figuren an der Fassade der Kirche stammen laut Georg Kaspar Nagler von Adam Krumper, Heinrich Felser, Andreas Weinhart, Heinrich Refelder und weiteren, die vorausgegangenen Modelle von Hubert Gerhardt und Carlo Pollagio und wiederum vorherigen Zeichnungen von Peter Weinher und Friedrich Sustris. Aus einer Archivalie des Reichsarchivs geht hervor, dass die Figuren bereits am 19. Juni 1584 – im Jahr nach der Grundsteinlegung der Kirche – fertiggestellt worden waren. Wahrscheinlich waren die sechs mittelalterlichen und neuzeitlichen Kaiser und die ihnen gegenübergestellten sechs antiken Herrscher in den 1570er Jahren Teil des Münchner Antiquariums. Genau diese Darstellung könnte ein Vorläufer späterer Kaisersäle gewesen sein. Die damals geschaffenen Figuren entsprachen in ihrer Identität nur teilweise den letztlich aufgestellten und stammen „mit Blick auf das lokale Vorbild des Ludwig-Bildnisses ... so gut wie sicher“ aus Münchener Produktion.
Die ursprünglichen Identitäten waren die sechs Kaiser Karl der Große, Ludwig der Fromme, Ludwig IV., Maximilian I., Karl V. und Ferdinand I. und Alexander der Große, Julius Caesar und vier weitere unbekannte antike Herrscher. Formal geht das Schriftstück, nach dem die neuen Identitäten der Statuen festgelegt wurden, von Herzog Wilhelm V. aus, nach Abgleich der Schrift stammt es aber von einem seiner Sekretäre, Hofbibliothekar Wolfgang Prommer und Archivar Erasmus Fendt kommen in Frage. Es wurden nach dem Jahrbuch des Zentralinstituts für Kunstgeschichte (Band 4) von dem Bildhauer „Jeronimus Thoman“ (Hieronymus Damian) vier Statuen geringfügig verändert, bei zweien davon nur das Wappen. Fünf Figuren aus dem Bestand seien einschließlich ihrer Identität übernommen worden. Aus den Kommentaren der Archivalien von 1584, die mit den Überlegungen zur neuen Ausrichtung der Statuen zu tun haben und bis 1989 auch „nur unvollständig und nicht frei von Missverständnissen gelesen worden“ seien, geht die letztendliche Verwendung der Statuen nicht eindeutig hervor.
Nach Leopold Gmelin wurde Alexander der Große in Christoph III. verwandelt und Ludwig der Fromme in Rupert, wovon im Jahrbuch aber nichts zu lesen ist. Die Kommentare von 1584 handeln davon, dass statt der Statue von Ludwig dem Frommen auch überlegt wurde, die Statue von Alexander dem Großen für Ruperts Statue zu verwenden. Die drei oberen „romanischen“ Statuen sind die agilofingischen Brüder Otto, Theodo und Theodovalda, „die drei Bayrische Landesfürsten aus dem alten königlichen Geblüt, welche erstmals christlichen Glauben angenommen haben“. Neu gemacht wurden die Statuen der bayerischen Herzöge Albrecht IV., Albrecht V. und Wilhelm V. Christoph Schwarz fertigte dafür die Zeichnungen an, Hubert Gerhardt die Modelle und Martin Frey im Jahr 1588 den „Guss“ bzw. den Stuck, womit drei Figuren aus einem unterschiedlichen Material bestanden, als die zwölf schon fertiggestellten in Stein gehauenen Figuren, wie 1907, bei der Restauration der Fassade auch festgestellt wurde. Da sie dann schon zerfallen waren, wurden sie durch Kopien ersetzt. Der „habsburgische Akzent“ der Figuren folge aus der habsburgischen Herkunft von Albrechts V. Gemahlin bzw. Wilhelms V. Mutter Anna von Österreich.

### Innenraum

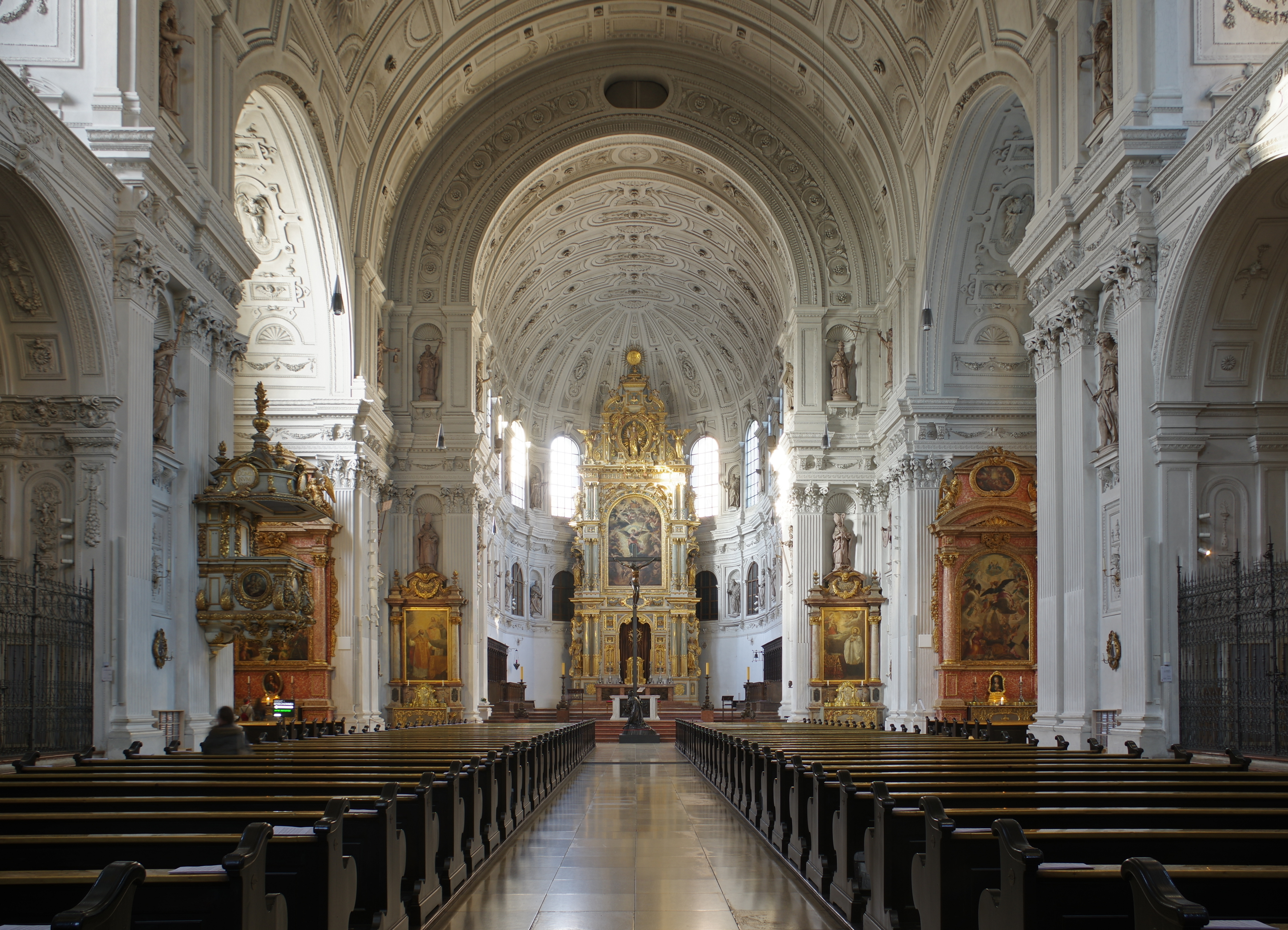
Das Kircheninnere

Der Grundriss des bestehenden Baus ist in ein einfaches Längsrechteck eingeschrieben. Der Grundriss ist vierteilig: Vorhalle, von Kapellen flankierter Gemeinderaum, Querhaus, längsrechteckiger, über fünf Seiten eines Zehnecks schließender Chor. Die Kapellen schließen halbrund. Das Querhaus springt nicht über die Mauerflucht hinaus. Der Chor ist eingezogen. Chor und Apsis werden von Nebenräumen begleitet.
Der Innenraum stellt sich als groß dimensionierter Einheitsraum mit Tonnenwölbung und langem, eingezogenem Chor dar. Der Langhaussaal wird durch mächtige Wandpfeiler beherrscht. Zwischen den Wandpfeilern öffnen sich unten Kapellen und darüber Emporen. Die Kapellen sind fensterlos und von Quertonne und Halbkuppel gewölbt. Eine korinthische Pilasterordnung gliedert das Hauptgeschoss. Jeder Wandpfeiler ist mit zwei kannelierten Pilaster besetzt, zwischen denen sich eine mit einer Statue besetzte Nische öffnet. Das Hauptgebälk beschränkt sich auf die Pfeilerstirnen, auf Höhe der Kapitelle wird es als Emporenbrüstung weitergeführt. Oberhalb des Gebälks öffnen sich zwischen einer Attikazone helle Emporen, deren Seitenwände leicht einschwingen. Den Saalraum von St. Michael deckt eine Tonne mit halbkreisförmigem Querschnitt. Deren Spannweite ist eine der weitesten der Renaissance- und Barockzeit. Gurte gliedern die Tonne. Da die Emporenbögen nur wenig in die Tonne schneiden, bilden sich nur sehr kleine Stichkappen. Die Querhäuser werden wie die Abseitenräume von Quertonnen gewölbt. Ein Triumphbogen aus zwei konzentrischen Arkadenbögen leitet zum Chor. Hier ersetzen Oratorienfenster im Wechsel mit Figurennischen die Pilasterordnung des Langhaussaals. Im Chor stehen über einem verkröpften Gesims Rundbogenfenster zwischen Figurennischen.
Der Innenraum ist eine Darstellung des Triumphs des Katholizismus als wahres Christentum während der Gegenreformation. Der stark eingezogene Chorbogen sowie auch die kurzen Querarme und sogar die Seitenkapellen sind als Triumphbogen nach antikem Vorbild ausgebildet. Das mächtige Langhaus mit dem sehr tiefen Chorraum führt Menschen aller Stände und Klassen als das eine Gottesvolk zusammen. Das Langhaus stellt den Lebensweg Jesu dar: Als Kind ist Christus an der Innenwand der Fassade zu sehen. Engel im Gewände, welche die Werkzeuge seines Leidens tragen, begleiten seinen Weg. Dessen Ziel ist das Kreuz, das an den Stufen zum Chor steht und sich zwischenzeitlich im Querschiff befand. Der Chor über der Gruft ist der Raum der Auferstehung, der zum Hochaltar führt. Dort zentraler Blickpunkt der ganzen Kirche, zeigt sich Jesus als der Herr, der am Ende der Zeit wiederkommt. Die Heiligen, die in den Seitenaltären dargestellt sind, bezeugen den Glauben, dass durch Christus letztendlich die Wahrheit stärker ist als die Lüge, Gerechtigkeit stärker als Profit, Freiheit stärker als Gewalt.

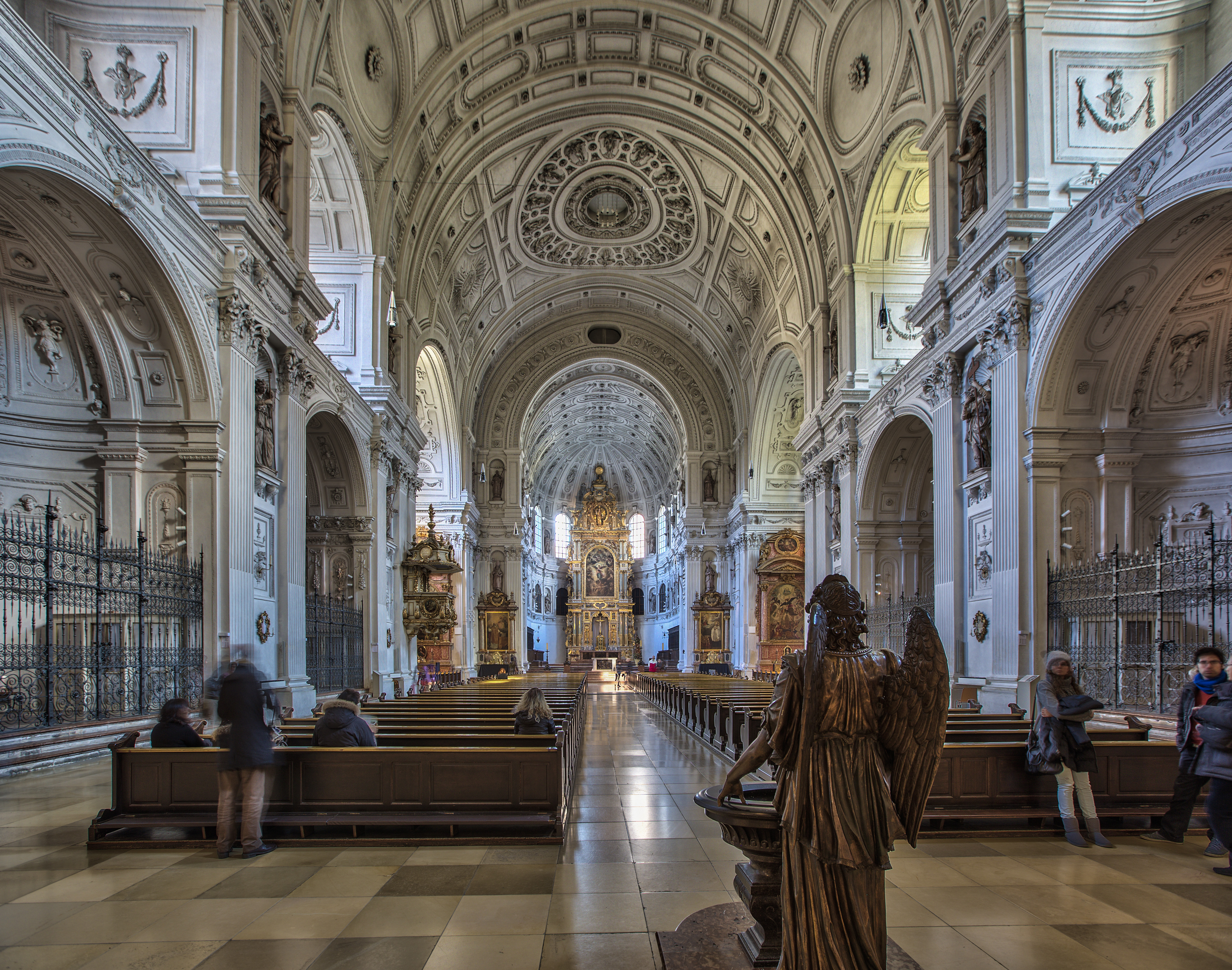
Hauptschiff
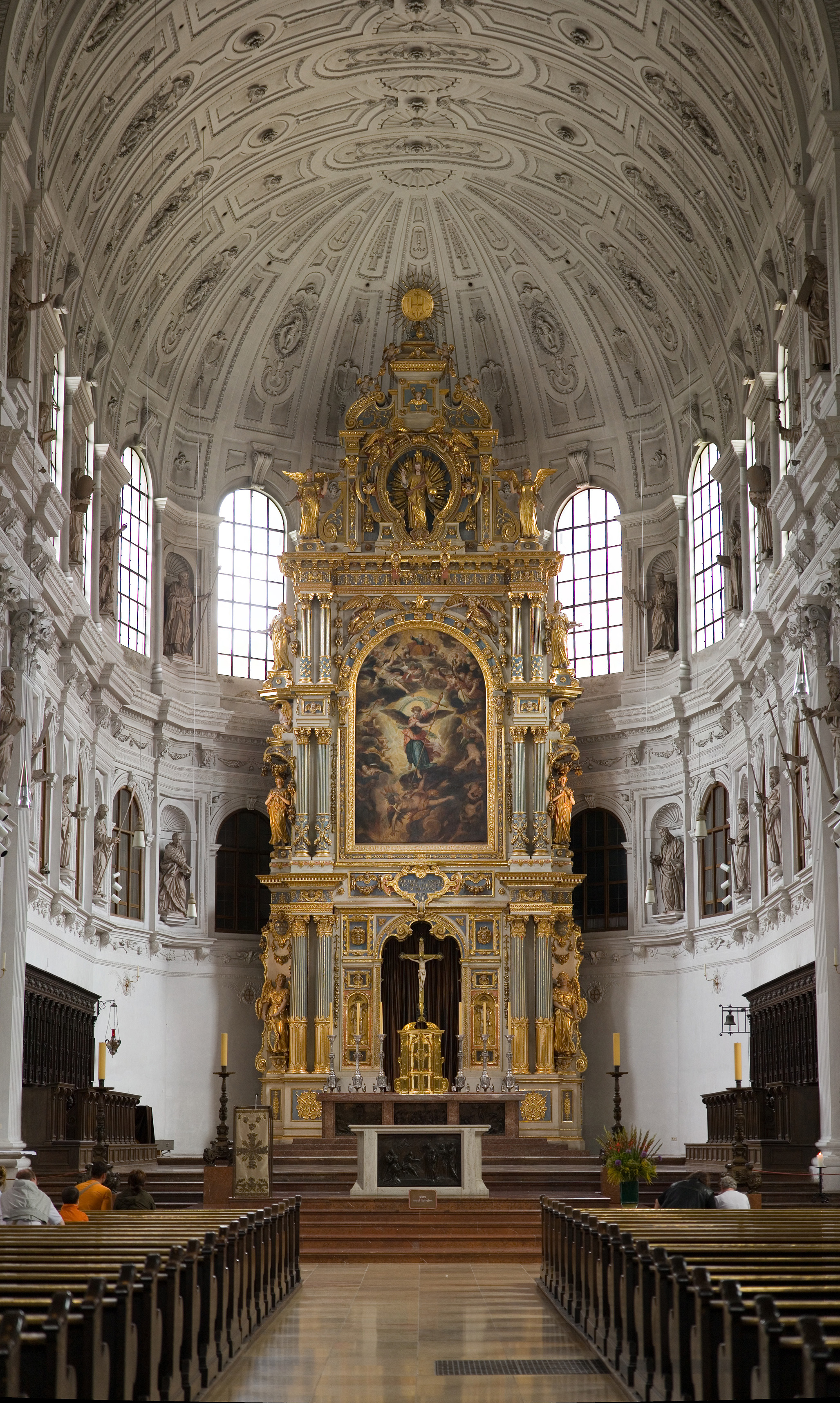
Blick auf den Hochaltar
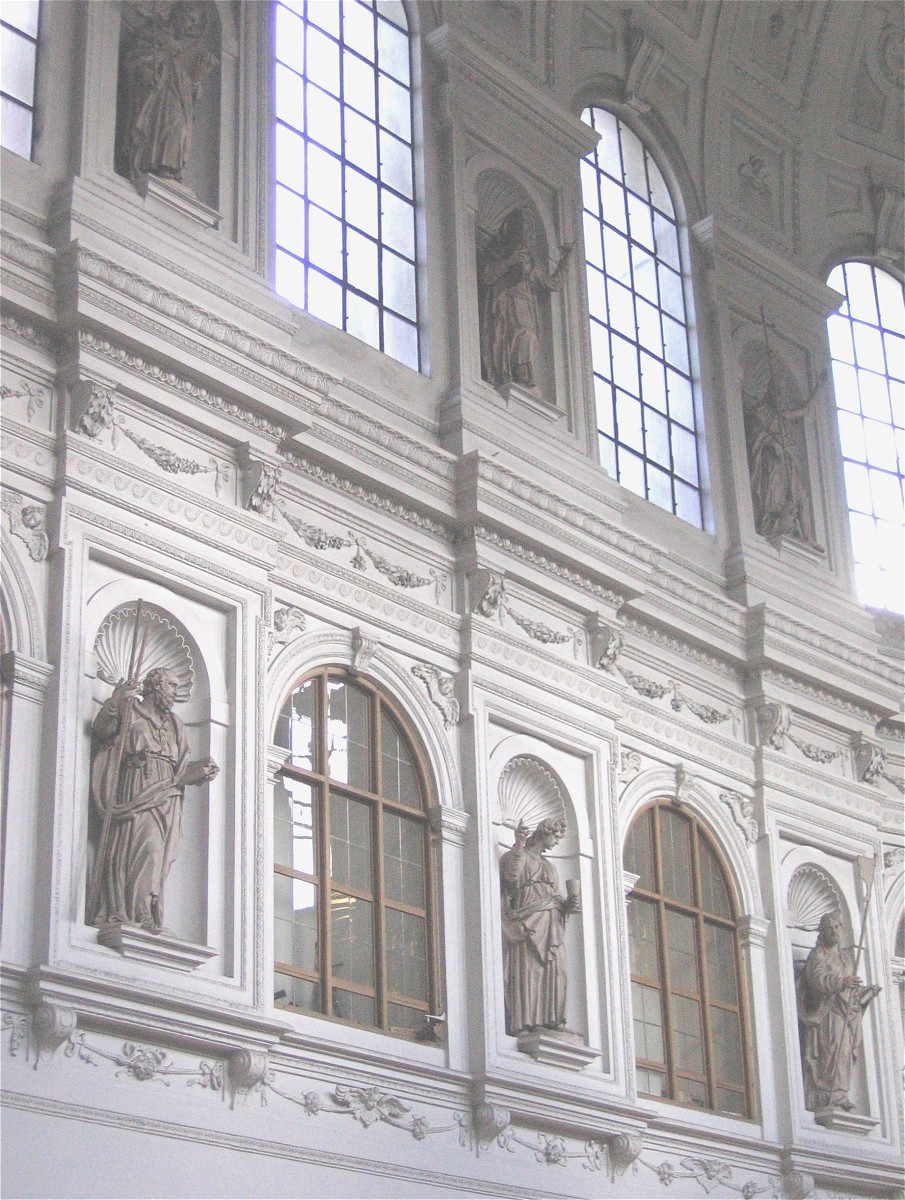
Chorraum
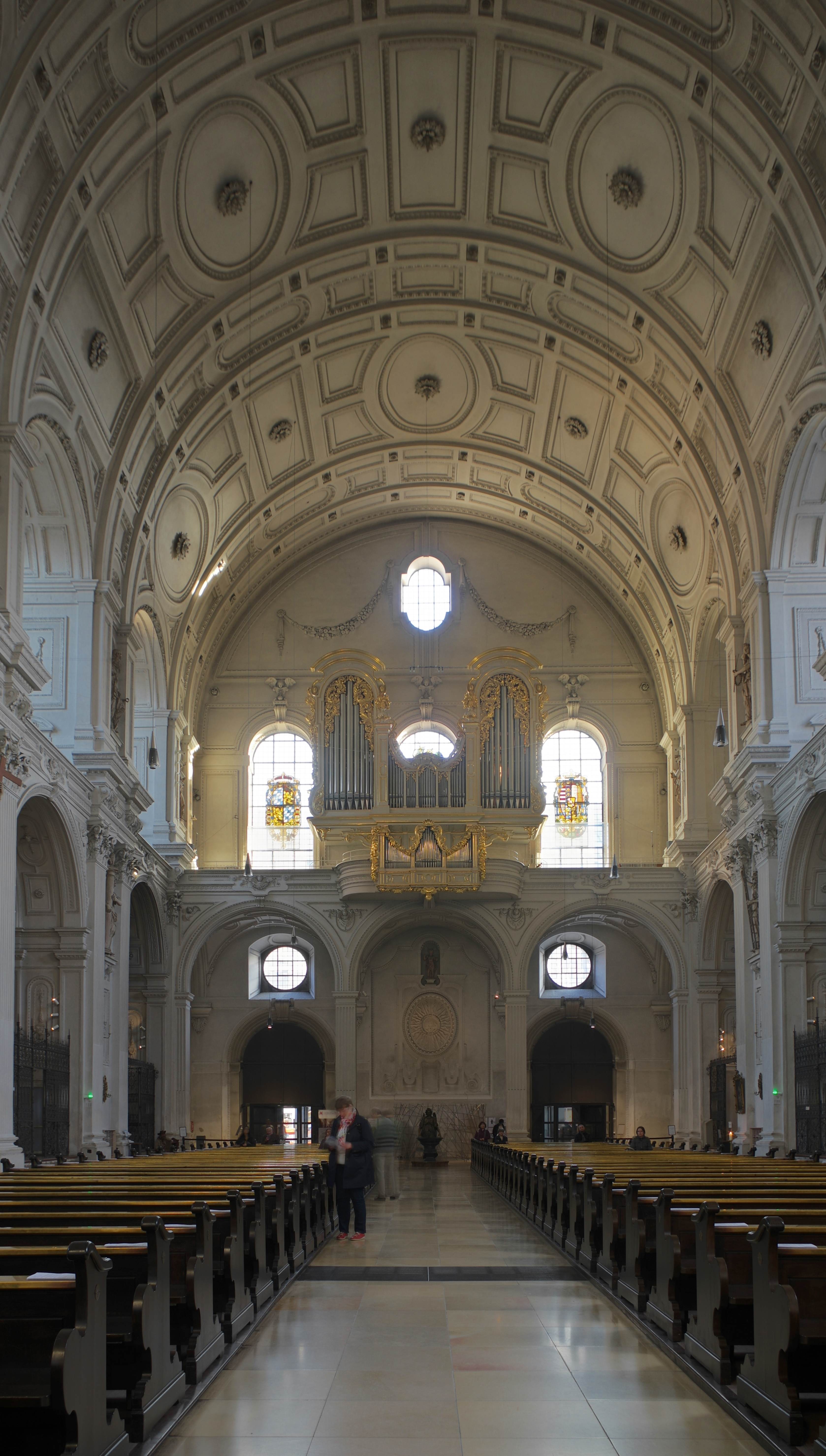
Blick durch das Hauptschiff zur Orgel

### Maße des Bauwerkes
- Länge: 78,20 m
- Breite: 20,29 m
- Höhe: 28,16 m
- Breite des Chors: 18,00 m

## Ausstattung

### Altäre
Der Hochaltar, nach einem Entwurf von Friedrich Sustris, stammt von Wendel Dietrich (1586–1589). Der Altar ist dreiteilig aufgebaut. Auf dem Altartisch erhebt sich der Tabernakel mit der Expositionsnische, darüber befindet sich das Altarbild des Heiligen Michael, über dem Hauptgesims liegt der Altarauszug, der Christus in der Strahlenglorie zeigt. Kannelierte Säulenpaare korinthischer Ordnung rahmen den Altar. Neben den Säulen stehen Engel auf Postamenten. Das Hochaltarbild St. Michael im Kampf mit dem Teufel stammt von Christoph Schwartz, 1587. Der Altarauszug wird von volutengestützten Pilastern gerahmt, neben denen wiederum Engel stehen. Im Zentrum des Altarauszugs ist Christus als Salvator mundi umgeben von Engeln dargestellt. Als Abschluss dient ein gesprengter Volutengiebel, der in seiner Mitte das Nomen sacrum IHS mitsamt Sonnenscheibe aufnimmt. Der 1944 schwer beschädigte Hochaltar wurde wieder hergestellt.
Das Gemälde des westlichen Querhausaltares stammt von Antonio Maria Viani, Das Opfer des Neuen Bundes (oder Verehrung des Namens Jesu). Ebenfalls von Viani ist das Gemälde des östlichen Querhausaltares, Das Opfer des Alten Bundes (beide 1589).
Die Altäre in den Seitenkapellen des Langhauses entstanden 1697 z. T. nach Entwürfen von Johann Hörmann. Die Altargemälde sind meist aus der Zeit der Erbauung. Peter Candid malte das Altarblatt der Ursulakapelle Martyrium der Hl. Ursula (1. Kapelle links). Das Altarbild der Sebastianskapelle (2. Kapelle links) stammt von Alessandro Scalzi, das der Andreaskapelle (2. Kapelle rechts) von Scalzi und Christoph Schwarz (1589). Das Altargemälde der Apostelkapelle, Petrus erhält die Schlüsselgewalt, malte vermutlich Viani (1588, 3. Kapelle links). In der Verkündigungskapelle (4. Kapelle links) zeigt das Altarbild Mariä Verkündigung, gemalt von Candid (1587). Von Ulrich Loth stammt Der Hl. Franz Xaver (1624) am Altar vor dem rechten Choreinzug. In der 1. Kapelle rechts befand sich einst der 1944 zerstörte Ursulaaltar. Heute steht dort eine Kopie der Mater Dolorosa aus der Herzogspitalkirche.

### Weitere bedeutende Kunstwerke
- Kreuzmonument. Giovanni da Bologna, 1594/95, ursprünglich für das geplante Grabmal Wilhelms V. vorgesehen;
- Magdalena-Skulptur. Hans Reichle, 1594/95;
- Schrein der Heiligen Cosmas und Damian. Um 1400 für die Stadt Bremen, seit 1649 in München (3. Kapelle rechts);
- Kanzel. 1697/1698 nach einem Entwurf von Johann Hörmann, ersetzte die erste Kanzel von 1597;
- Leuchtenbergdenkmal. Marmorgrabmal für den 1824 verstorbenen Herzog von Leuchtenberg, Eugène de Beauharnais (Bertel Thorvaldsen nach einem Entwurf von Leo von Klenze), 1830;
- Weihwasserengel. Hubert Gerhard, 1595, der mit einem Diadem geschmückte, bronzene Engel war ursprünglich für das geplante Grabmal Wilhelms V. vorgesehen;
- Chorgestühl. Entwurf Wendel Dietrich, Ausführung Martin Ernst und Georg Bendl.

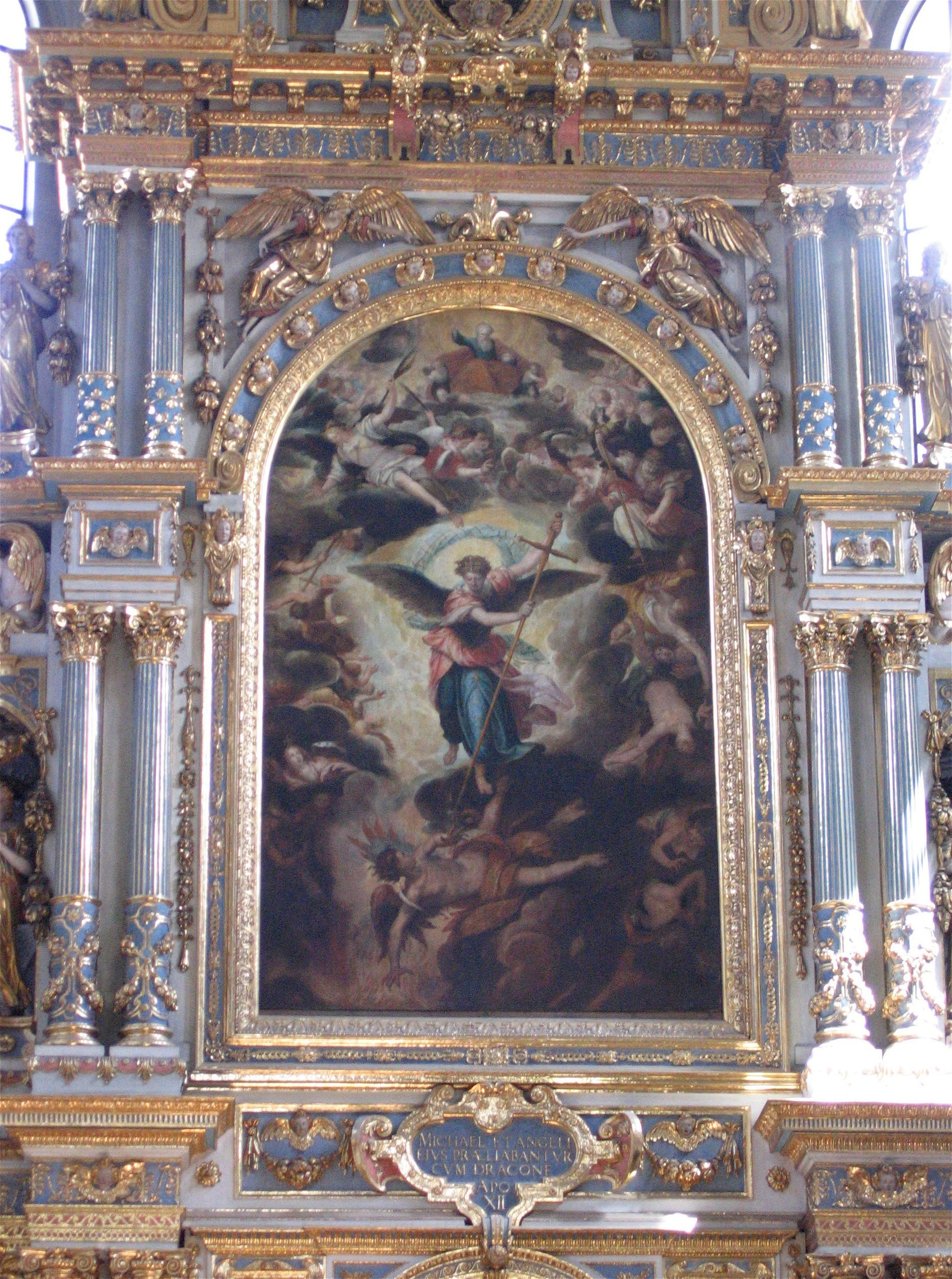
Hochaltarbild
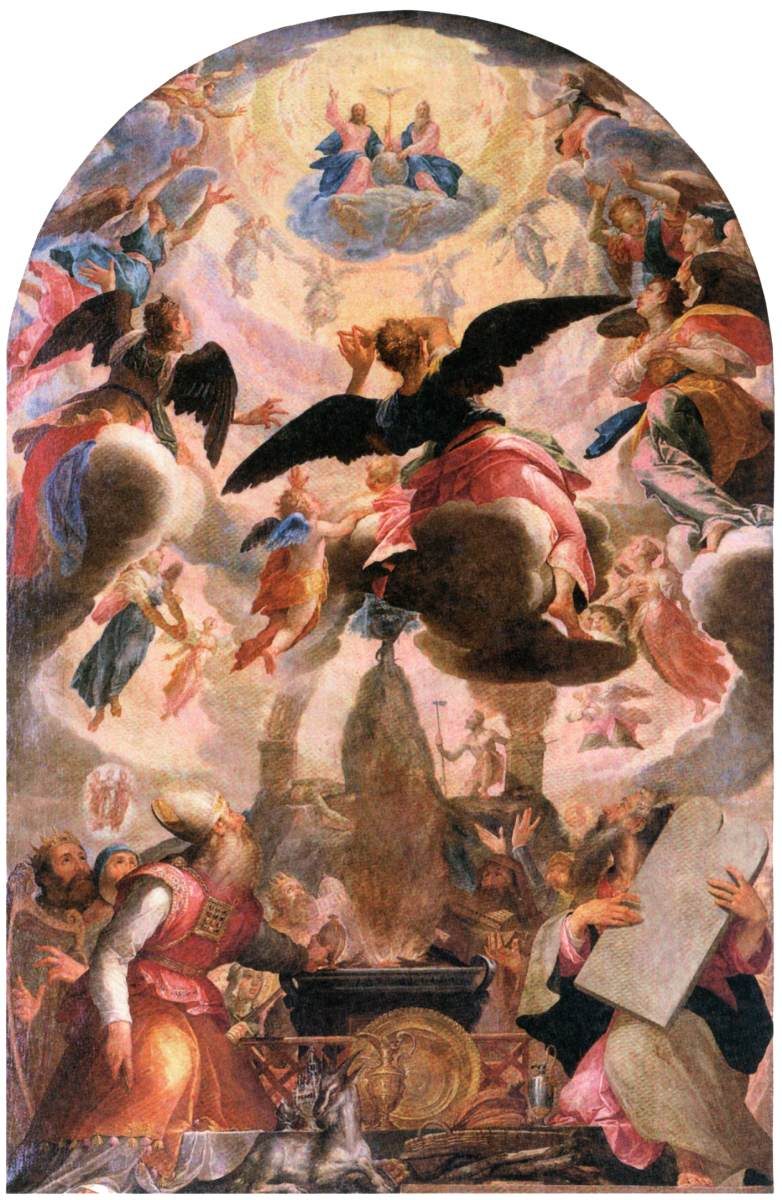
Anton Maria Viani: Opfer des Alten Bundes (Dreieinigkeitsaltar)
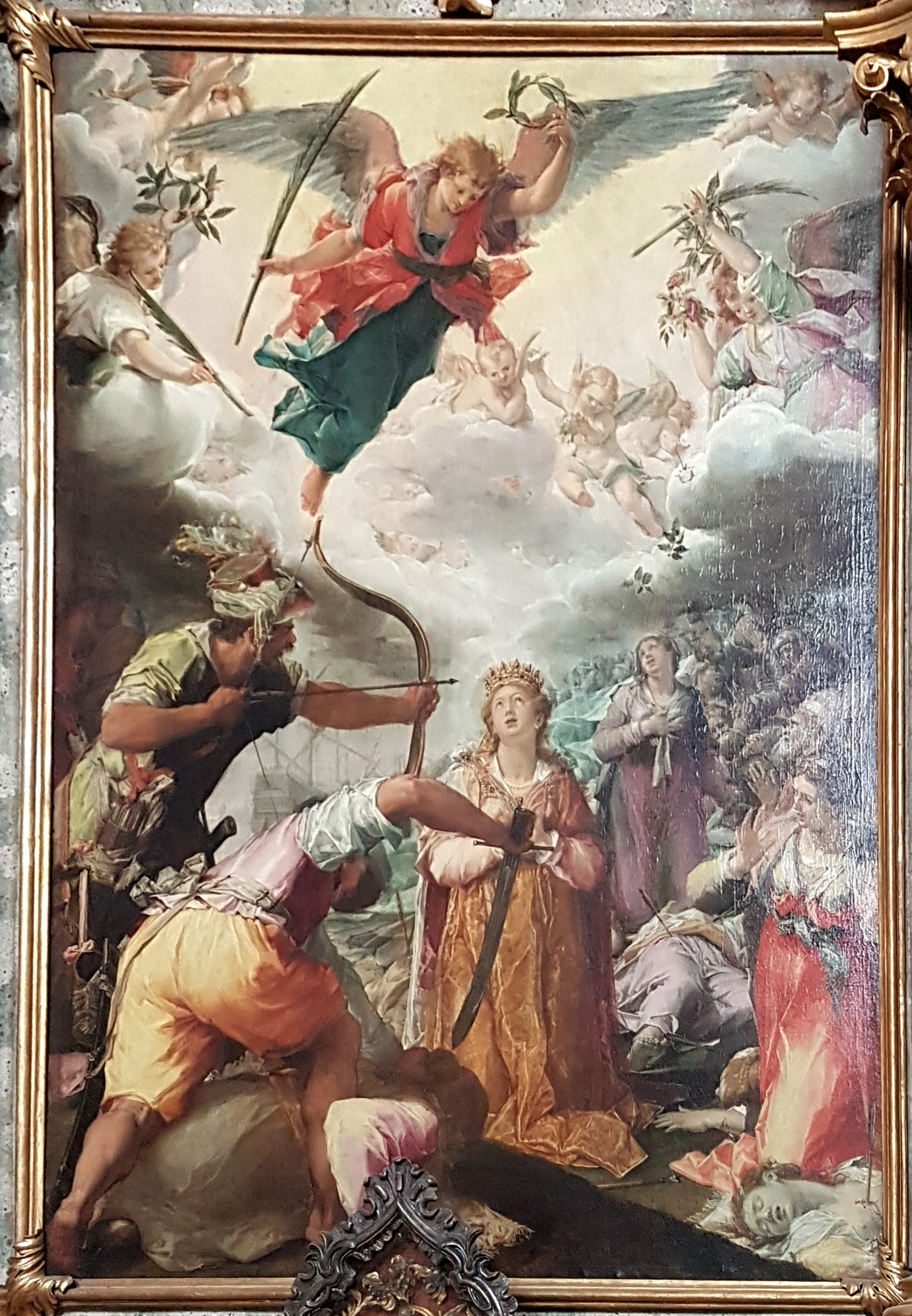
Peter Candid: Martyrium der hl. Ursula, 1587
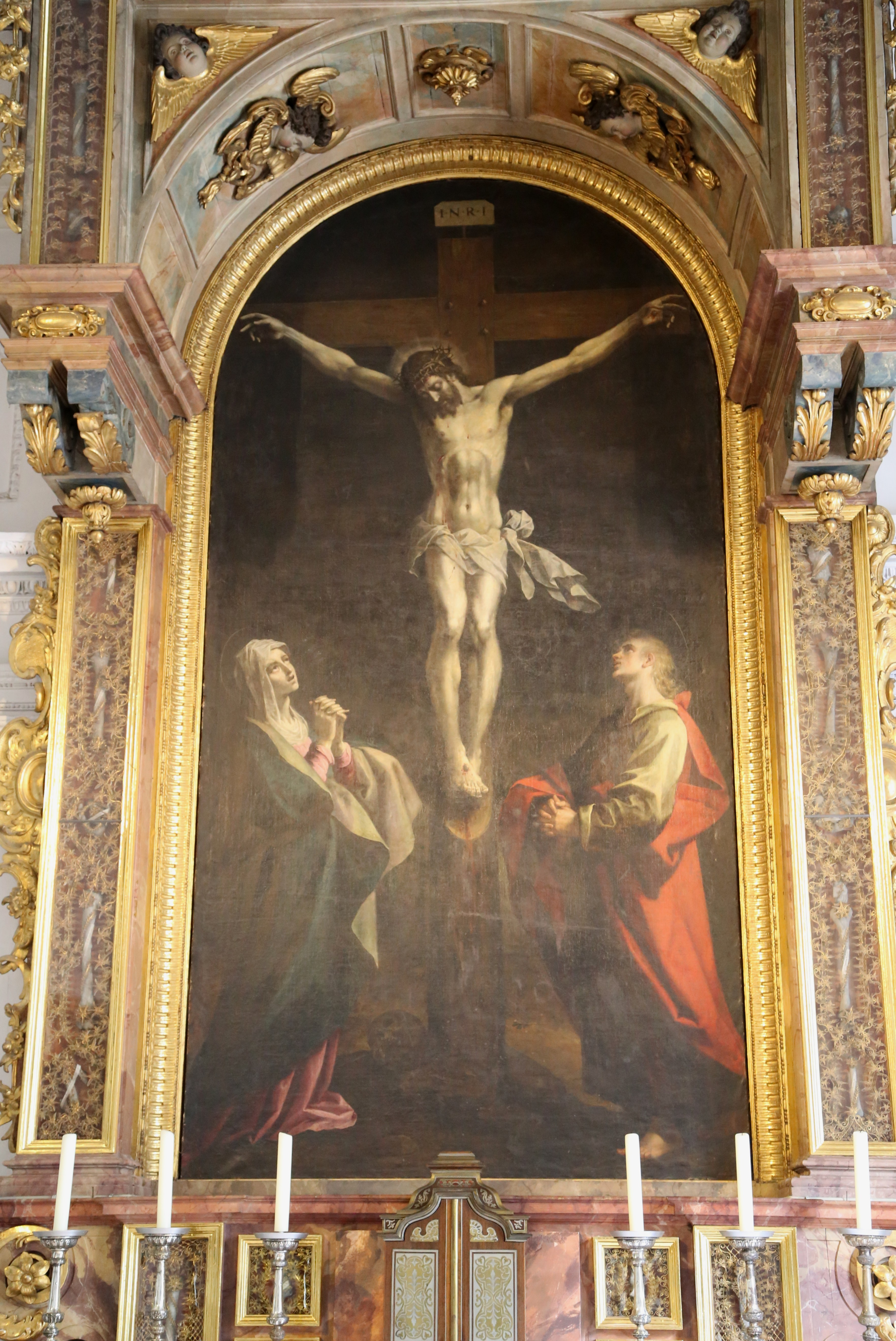
Altarbild der Kreuzkapelle
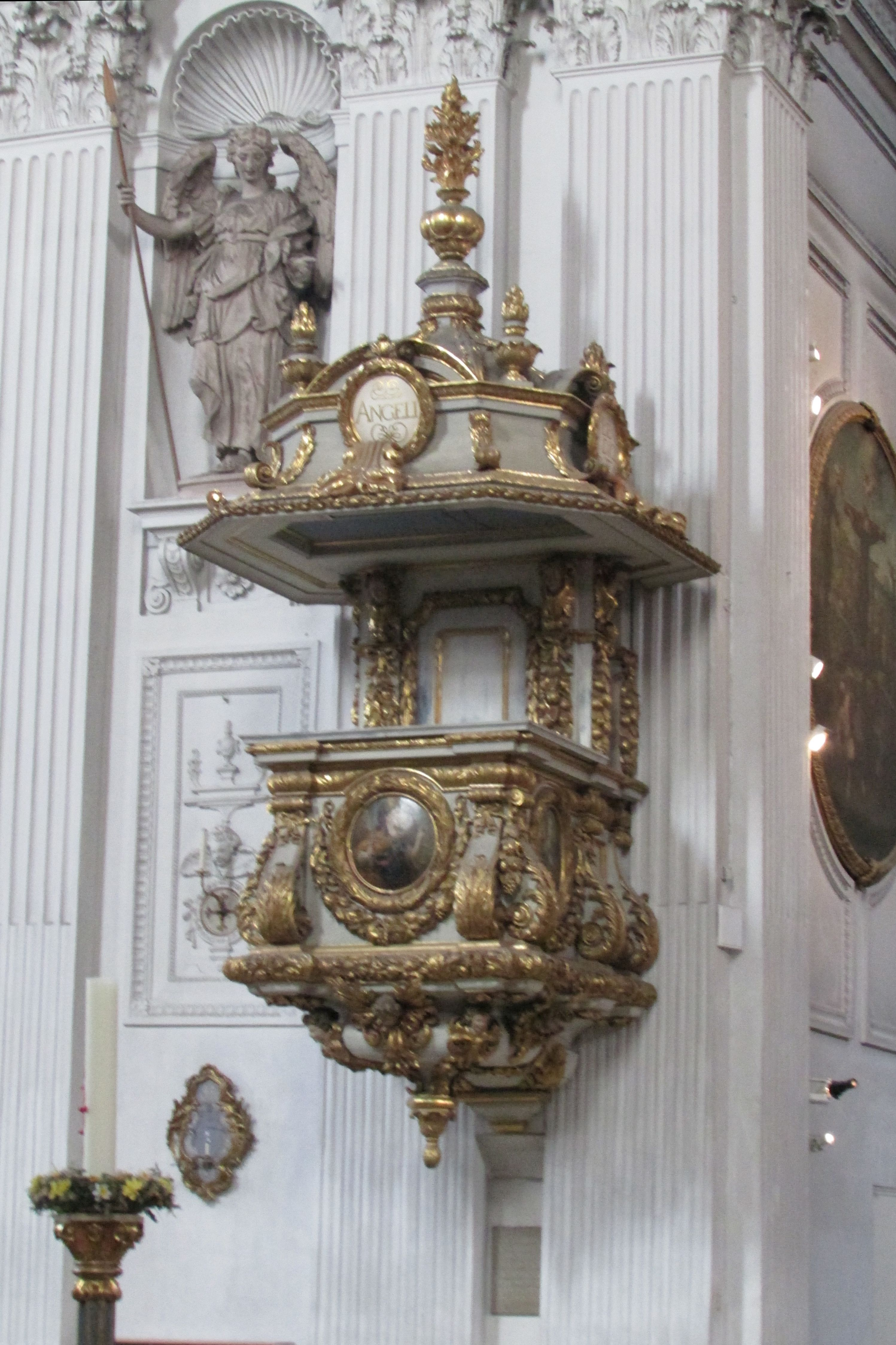
Kanzel
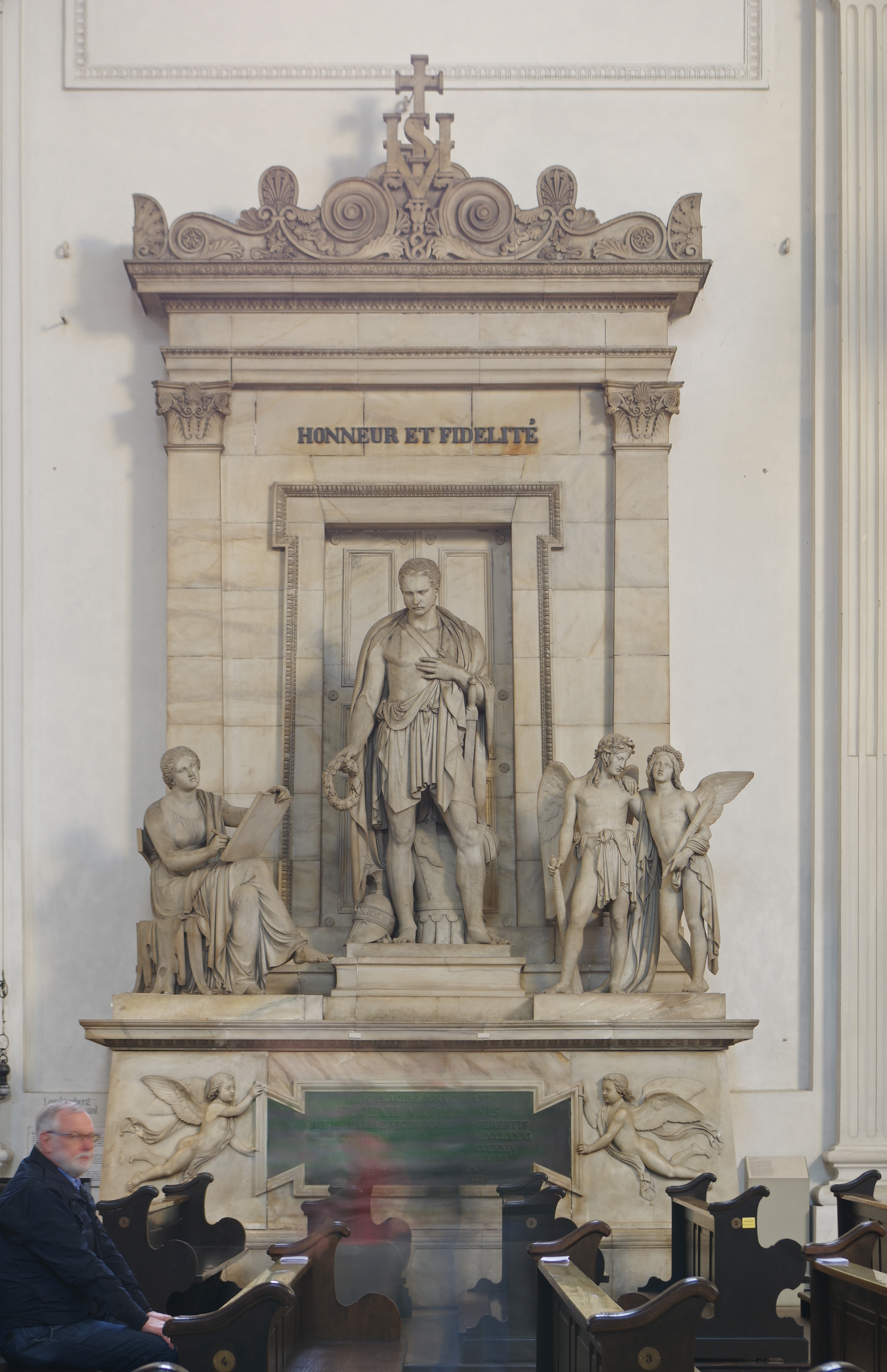
Leuchtenberg-Denkmal

## Orgel

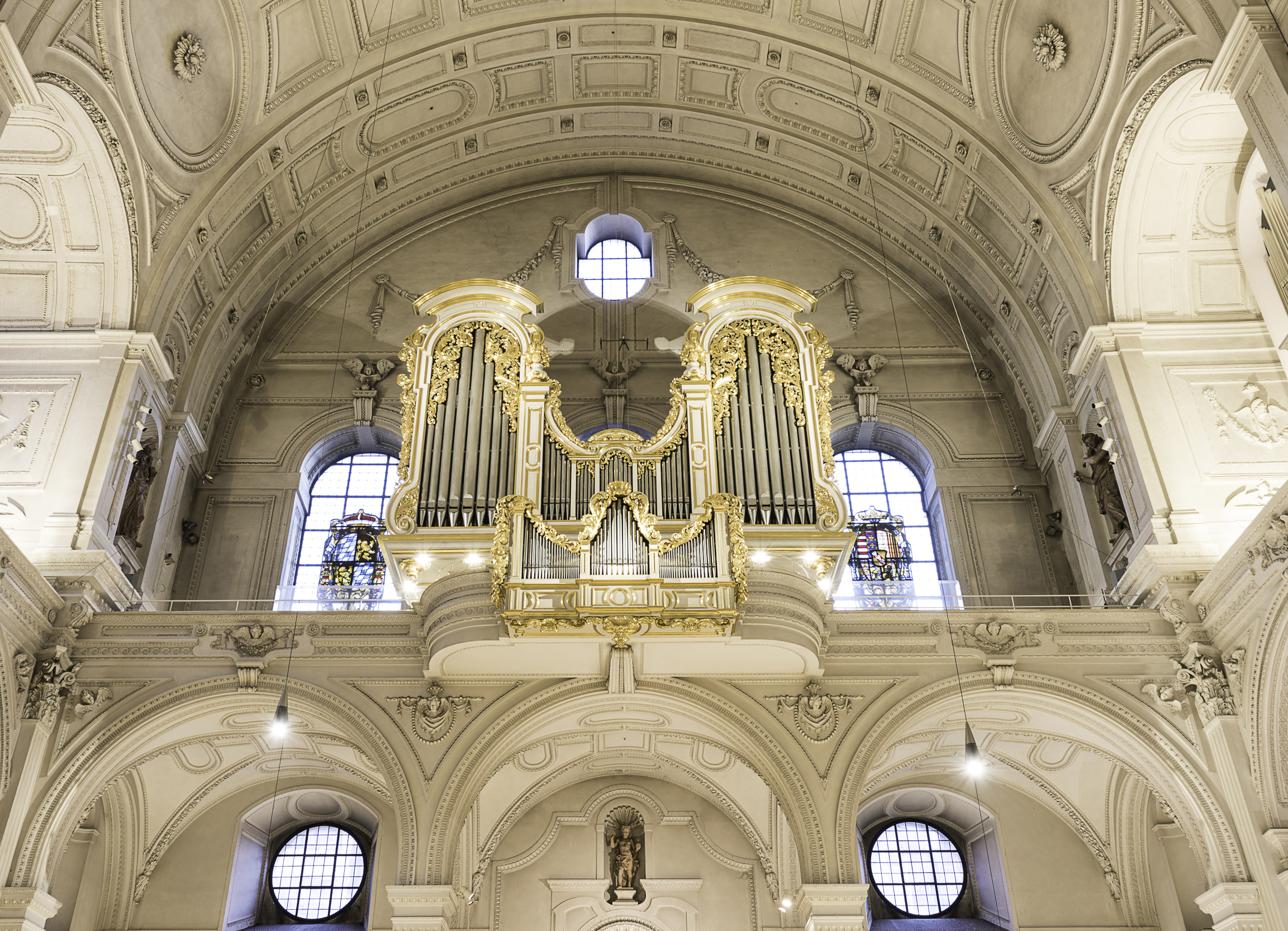
Rieger-Orgel (2011)

Die Geschichte der Orgeln in St. Michael reicht zurück in das Jahr 1590, als dort eine Orgel aufgestellt wurde, die vormals in der Lorenzkirche am Altenhof stand. 1597 baute Urban Heusler ein neues Instrument. Dieses wurde 1697 durch einen Neubau ersetzt: das Orgelwerk wurde von dem Orgelbauer Johann Georg Fux erbaut, Prospekt und Gehäuse wurden von dem Jesuiten Br. Johann Hörmann entworfen. 1896 erbaute der Orgelbauer Franz Borgias Maerz ein neues Instrument in das historische Gehäuse von 1697, das allerdings baulich angepasst werden musste. Der Dispositionsentwurf stammte von Joseph Gabriel Rheinberger. 1944 wurde dieses Instrument bei einem Bombentreffer vollständig zerstört.
Nach dem Zweiten Weltkrieg wurde im Jahre 1953 auf der neuen Empore zunächst eine kleine Orgel aufgestellt, die der Orgelbauer Schuster (München) 1966 durch einen Neubau ersetzte. Erst nach Wiederherstellung der alten Emporenkonstruktion konnte zu Beginn der 1980er Jahre ein adäquates Instrument aufgebaut werden, das der Orgelbauer Sandtner (Dillingen) lieferte. Der Prospekt wurde dabei nach dem Entwurf des Jesuitenbruders Johann Hörmann aus dem Jahr 1697 detailgetreu nachgebildet. Das Orgelwerk hatte 64 Register auf vier Manualen und Pedal, die Spiel- und Registertrakturen waren mechanisch.
In den Jahren 2010–2011 wurde die Sandtner-Orgel durch die Orgelbaufirma Rieger reorganisiert und erweitert. Dabei wurde der bestehende Prospekt beibehalten und ein Großteil des Pfeifenmaterials der Vorgängerorgel (Sandtner-Orgel 1982/83) wiederverwendet.
Das Instrument wurde mit einem neuen Schwellwerk im deutsch-romantischen Stil ausgestattet (IV. Manualwerk – neu erbautes Orgelgehäuse im ersten Joch links neben der Hauptorgel).
Das französisch disponierte Récit-expressiv bekam einen neuen Schwellkasten in der Mitte des Gehäuses, dessen Jalousien sich auch nach oben öffnen. Die Werkorganisation wurde neu angelegt (vormals: HW, SW, BW, RP, P); Erweitert wurde die Disposition insbesondere um ein Solowerk (IV. Manual) mit zwei (Hochdruck-)Soloregistern (Tuba Mirabilis 8′ und Tuba Sonora 8′); das Pedal wurde um ein 32′-Register (Untersatz) erweitert. Der Spieltisch wurde neu gebaut und mit zahlreichen Spielhilfen versehen (s. u.). Die Finanzierung konnte größtenteils durch Spenden aus privater Hand realisiert werden, z. B. durch den Verkauf von Pfeifenpatenschaften.
Die heutige Rieger-Orgel besitzt 75 Register auf vier Manualen und Pedal. Das Instrument ermöglicht eine stilgerechte Interpretation eines sehr breiten Spektrums an Orgelmusik und liefert eine ideale Ausgangsbasis für anspruchsvolle Improvisationen.
| I Rückpositiv C–a3 |               |        |
| 01.                | Principal     | 8′     |
| 02.                | Rohrgedeckt   | 8′     |
| 03.                | Quintade      | 8′     |
| 04.                | Octave        | 4′     |
| 05.                | Rohrflöte     | 4′     |
| 06.                | Quinte        | 2 ⁄3′  |
| 07.                | Oktave        | 2′     |
| 08.                | Terz          | 1 3⁄5′ |
| 09.                | Larigot       | 1 ⁄3′  |
| 10.                | Scharff IV–V  |        |
| 11.                | Trichterregal | 8′     |
| 12.                | Cromorne      | 8′     |
|                    | Tremulant     |        |

| II Hauptwerk C–a3 |                  |       |
| 13.               | Praestant        | 16′   |
| 14.               | Principal        | 08′   |
| 15.               | Principal II     | 08′   |
| 16.               | Gamba            | 08′   |
| 17.               | Flûte harmonique | 08′   |
| 18.               | Gedeckt          | 08′   |
| 19.               | Octave           | 04′   |
| 20.               | Blockflöte       | 04′   |
| 21.               | Quinte           | 2 ⁄3′ |
| 22.               | Octave           | 02′   |
| 23.               | Mixtur V         |       |
| 24.               | Cimbel III       |       |
| 25.               | Cornet V         | 08′   |
| 26.               | Trompete         | 16′   |
| 27.               | Trompete         | 08′   |

| III Récit C–a3 |                      |        |
| 28.            | Bourdon              | 16′    |
| 29.            | Montre               | 08′    |
| 30.            | Flûte harmonique     | 08′    |
| 31.            | Bourdon              | 08′    |
| 32.            | Gambe                | 08′    |
| 33.            | Voix Céleste         | 08′    |
| 34.            | Octave               | 04′    |
| 35.            | Flûte traversière    | 04′    |
| 36.            | Viola                | 04′    |
| 37.            | Nasard               | 2 ⁄3′  |
| 38.            | Quarte de Nasard     | 02′    |
| 39.            | Tierce               | 1 3⁄5′ |
| 40.            | Sifflet              | 01′    |
| 41.            | Fourniture V         |        |
| 42.            | Basson               | 16′    |
| 43.            | Trompette harmonique | 08′    |
| 44.            | Hautbois             | 08′    |
| 45.            | Clairon harmonique   | 04′    |
|                | Tremulant            |        |

| IV Schwellwerk C–a3 |                      |     |
| 46.                 | Viola                | 16′ |
| 47.                 | Doppelflöte          | 08′ |
| 48.                 | Gemshorn             | 08′ |
| 49.                 | Salicional           | 08′ |
| 50.                 | Aeoline              | 08′ |
| 51.                 | Unda Maris           | 08′ |
| 52.                 | Lieblich Gedackt     | 08′ |
| 53.                 | Holzflöte            | 04′ |
| 54.                 | Dolce                | 04′ |
| 55.                 | Flöte                | 02′ |
| 56.                 | Harmonia aeth. III–V |     |
| 57.                 | Trompete             | 08′ |
| 58.                 | Klarinette           | 08′ |
| 59.                 | Vox Humana           | 08′ |
|                     | Tremulant            |     |

| IV Solowerk C-a3 |                |    |
| 60.              | Tuba Mirabilis | 8′ |
| 61.              | Tuba Sonora    | 8′ |

| Pedalwerk C–f1 |                 |         |
| 62.            | Untersatz       | 32′     |
| 63.            | Principal       | 16′     |
| 64.            | Subbass         | 16′     |
| 65.            | Violon          | 16′     |
| 66.            | Quinte          | 10 2⁄3′ |
| 67.            | Octave          | 08′     |
| 68.            | Violoncell      | 08′     |
| 69.            | Bourdon         | 08′     |
| 70.            | Octave          | 04′     |
| 71.            | Hintersatz IV–V |         |
| 72.            | Bombarde        | 32′     |
| 73.            | Posaune         | 16′     |
| 74.            | Trompete        | 08′     |
| 75.            | Clairon         | 04′     |

- Koppeln:
  - Koppeln: I/II, III/II, III/I, I/P, II/P, III/P,
  - Elektrische Koppeln: IV/I, IV/II, IV/III, IV/P
- Spielhilfen: Rieger Setzersystem (10 Benutzer mit je 1000 Kombinationen mit je 3 Inserts; Archiv für 250 Titel mit je 250 Kombinationen), vier programmierbare Crescendi, freie Manualzuteilung für Solozungen, Sequenzschaltung, Kopier- und Wiederholungsfunktion, Werkabsteller, Generalabsteller

2024 lieferte die Firma Rieger eine Chororgel, die in zwei gegenüberliegenden Seitennischen des Hochchores eingebaut ist, und von einem fahrbaren Spieltisch sowie von der Hauptorgel aus spielbar ist.
| I Hauptwerk C–a3 |            |     |
| 01.              | Bourdon    | 16' |
| 02.              | Prinzipal  | 08' |
| 03.              | Voce umana | 08' |
| 04.              | Tibia      | 08' |
| 05.              | Gedeckt    | 08' |
| 06.              | Salizional | 08' |
| 07.              | Octave     | 04' |
| 08.              | Gemshorn   | 04' |
| 09.              | Mixtur V   |     |
| 10.              | Trompete   | 08' |

| II Chorwerk (expr.) C–a3 |                      |     |
| 11.                      | Geigenprinzipal      | 08' |
| 12.                      | Philomela            | 08' |
| 13.                      | Piffaro              | 08' |
| 14.                      | Fugara               | 04' |
| 15.                      | Traversflöte         | 04' |
| 16.                      | Waldflöte            | 02' |
| 17.                      | Harmonia aetheria IV |     |
| 18.                      | Klarinette           | 08' |
|                          | Tremulant            |     |
|                          | Glocken              |     |

| Pedalwerk C–f1 |            |     |
| 20.            | Untersatz  | 32' |
| 21.            | Violonbass | 16' |
| 22.            | Subbass    | 16' |
| 23.            | Flötenbass | 08' |
| 24.            | Tuba       | 16' |

## Turm und zerstörte Glocken
Als der damalige Turm der noch nicht ganz fertigen Kirche einstürzte und den Chorraum zerstörte, hielten dies die Finanzbeamten des Herzogs für ein Zeichen des Himmels. Die klammen Staatsfinanzen im Blick, äußerten sie Wilhelm V. gegenüber ihre Ansicht und schlugen vor, auf einen Chorraum ganz zu verzichten. Dieser erwiderte ihnen, auch er halte das für einen Wink des Himmels, nur sei er zu dem Schluss gekommen, dass der erste Chorraum für einen so bedeutenden Engel wie den Erzengel Michael viel zu klein war. So entstand also ein überproportional langer Chorraum nach Norden, wie man ihn heute noch betrachten kann. Der Turm befindet sich heute am nördlichen Ende des Kirchenschiffes, verlor aber im Zweiten Weltkrieg das obere Geschoss und seine Kuppelbekrönung. Der dreigeschossige Ziegelbau auf hohem Hausteinsockel weist eine gefelderte Wandgliederung auf.
Herzog Ferdinand stiftete das im Jahre 1585 von Hans Frey aus Kempten gegossene, vierstimmige Geläut.
Neben seinem Antlitz und seinem Wappen trugen die Kirchenglocken folgende Inschriften (neben einem lateinischen Psalm- oder Kirchenliedertext jeweils ein Hinweis auf den Glockengießer in Deutsch):
| Nr. | Name        | Schlagton | Inschrift |
| --- | ----------- | --------- | --- |
| 1   | St. Michael | c1        | In conspectu angelorum psallam tibi, adorabo ad templum sanctum tuum. Dum sacrum mysterium cerneret Johannes, Archangelus Michaelis tuba cecinit. In Gottes Haus gib ich ein lieblich Getön, Hans Frey von Kempten Goß mich allhie so schön. (Übersetzung des lateinischen Teils: Vor dem Angesicht der Engel will ich dir lobsingen, Herr. Ich will mich niederwerfen zu deinem heiligen Tempel hin. Als Johannes das heilige Geheimnis erkannte, verkündete der Erzengel Michael es durch die Posaune. – aus Psalm 138 und einem Wechselgesang) |
| 2   | Ave Maria   | e1        | Ave Regina Coelorum, domina angelorum, salve Radix Sancta. Salve Regina, Mater Misericordiae, vita dulcedo et spes nostra salve. Zu Gottes Lob hat mich hie gossen, Hans Frey von Kempten Unverdrossen. (Übersetzung des lateinischen Teils: Sei gegrüßt, Himmelskönigin, Herrscherin der Engel, sei gegrüßt, Wurzel, der das Heil entsprossen, sei gegrüßt, Königin, Mutter der Barmherzigkeit, unser Leben, unsre Wonne und unsere Hoffnung, sei gegrüßt! – aus Ave Regina caelorum und Salve Regina)                                           |
| 3   | Apostel     | g1        | In omnem terram exivit sonus eorum et in finis orbis terrae verba eorum. Petrus Apostolus et Paulus doctor gentum docuerunt legem tuam. Auf meinen Klang kommt all herbei, und preiset Gott mit Meister Hansen Frey. (Übersetzung des lateinischen Teils: Ihr Schall wird über die ganze Erde erklingen, ihre Worte bis an das Ende der Welt. Peter, ein Apostel, und Paul, ein Lehrer, lehrte Dein Gesetz. – aus einem weiteren Wechselgesang)                                                                                                   |
| 4   | Agnus Dei   | c2        | Hoc signum crucis erit in coelo. Dicite in nationibus: Regnavit a ligno Deus. Hans Frey nahm mich schlecht [= schlicht] Metall, und macht aus mir englischen Schall. (Übersetzung des lateinischen Teils: Das Zeichen des Kreuzes wird auch im Himmel (zu sehen) sein. Sprich unter den Völkern: Gott regierte vom Holz (= Kreuz) herab.) |

Im April 1944 vernichtete ein nächtlicher Angriff die benachbarte Bürgersaalkirche und verursachte auch schwerste Schäden am Turm von St. Michael, wobei die vier Glocken schmolzen; jedoch konnten Bruchstücke beim Guss der zweitgrößten Glocke der Theatinerkirche verwendet werden.

## Grablege der Wittelsbacher

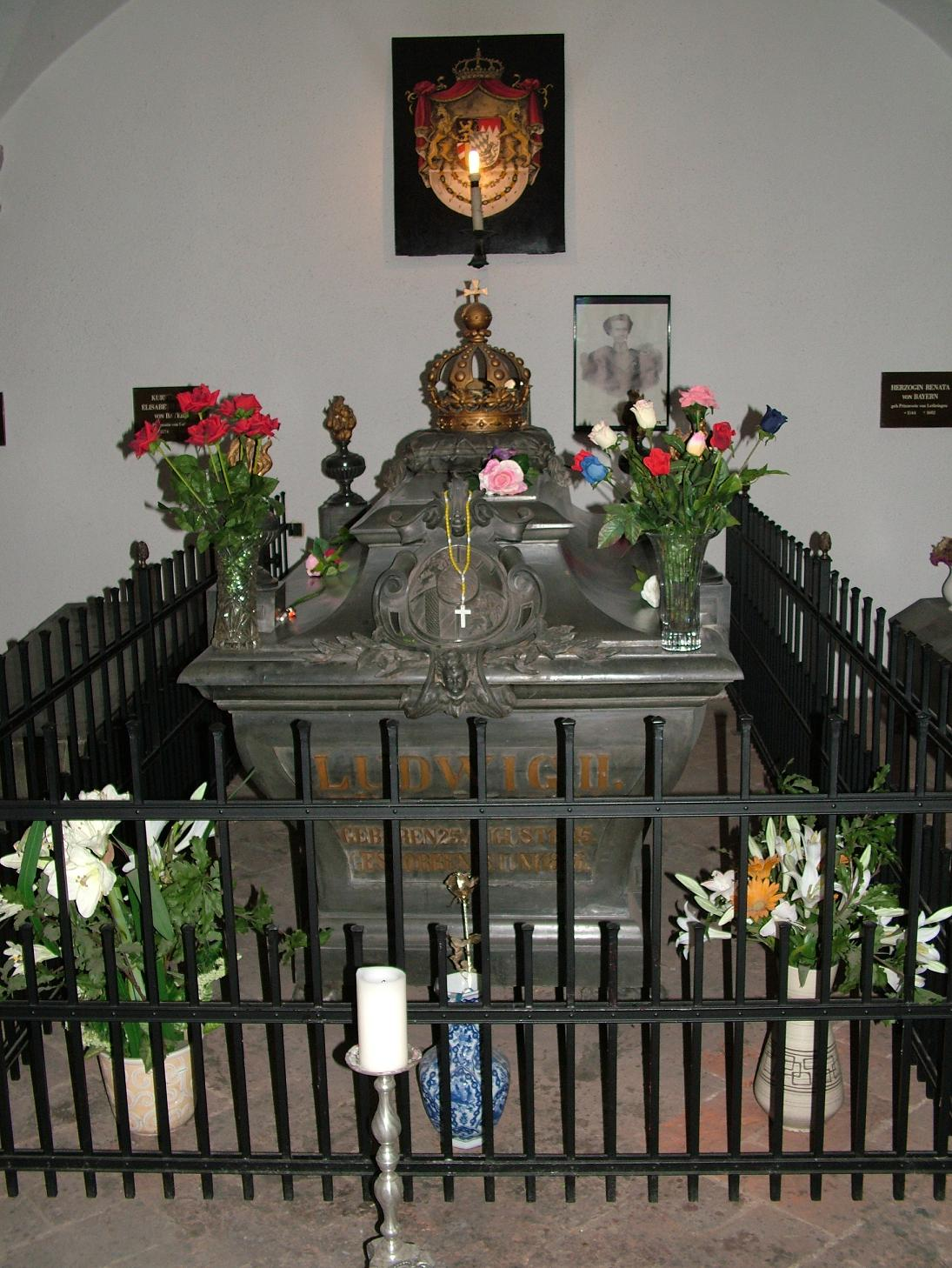
Sarkophag von Ludwig II.

St. Michael war von Anfang an als Grablege des Hauses Wittelsbach konzipiert und besitzt daher eine Fürstengruft, die neben der Theatinerkirche und dem Frauendom eine der wichtigsten Grablegen des bayerischen Herrscherhauses ist. So wurde Wilhelm V., der seine Privatgemächer im Kolleg St. Michael hatte, auf eigenen Wunsch in der Gruft bestattet, ebenso sein Sohn Kurfürst Maximilian I. Ab der zweiten Hälfte des 17. Jahrhunderts wurden in der Regel nur die Körper der Verstorbenen hier bestattet; die Herzen wurden meist getrennt bestattet und in der Altöttinger Gnadenkapelle beigesetzt. Der bekannteste Herrscher, der in St. Michael ruht, ist König Ludwig II., für dessen Zinksarg sogar der Erbauer vom prädestinierten Platz in der Gruft weichen musste. Auch sein Bruder, König Otto, wurde hier beigesetzt. Die meisten bayerischen Wittelsbacher der neueren Geschichte haben ihre letzte Ruhestätte jedoch in der Gruft der Theatinerkirche gefunden. Die Fürstengruft von St. Michael, in der zurzeit 36 Wittelsbacher bestattet sind, wird heute durch den Wittelsbacher Ausgleichsfonds betreut.
Im Einzelnen liegen in der Fürstengruft von St. Michael begraben:
1. Renata von Lothringen, Herzogin von Bayern (20. April 1544 – 22. Mai 1602) – (22. Februar 1568 Gemahlin von Herzog Wilhelm V.)
2. Wilhelm V., Herzog von Bayern (29. September 1548 – 7. Februar 1626)
3. Herzog Ferdinand Wilhelm (25. August 1620 – 23. Oktober 1629)
4. Herzog Johann Friedrich (12. Januar 1604 – 30. November 1632)
5. Elisabeth Renata von Lothringen, Kurfürstin von Bayern (9. Oktober 1574 – 4. Januar 1635) – (erste Gemahlin von Kurfürst Maximilian I.)
6. Maximilian I., Kurfürst von Bayern (17. April 1573 – 27. September 1651)
7. Maria Anna von Österreich, Kurfürstin von Bayern (13. Januar 1610 – 25. September 1665) – (zweite Gemahlin von Kurfürst Maximilian I.)
8. Herzog Maximilian Philipp Hieronymus (30. September 1638 – 20. März 1705)
9. Prinzessin Mauritia Febronia (12. April 1652 – 20. Juni 1706)
10. Herzog Karl Philipp August von Pfalz-Neuburg-Sulzbach (17. März 1718 – 31. März 1724)
11. Herzog Karl Philipp August von Pfalz-Neuburg-Sulzbach (24. November 1725 – 6. Mai 1727)
12. Elisabeth Auguste Sofie von der Pfalz (17. März 1693 – 30. Januar 1728)
13. Joseph Karl von Pfalz-Sulzbach (2. November 1694 – 18. Juli 1729)
14. Prinzessin Theresia Emanuela (22. Juli 1723 – 27. März 1743)
15. Prinzessin Theresia Benedicta (6. Dezember 1725 – 29. März 1743) – (Tochter von Kaiser Karl VII.)
16. Herzog Klemens August (18. September 1749 – 19. Juni 1750)
17. Pfalzgraf Friedrich Michael von Zweibrücken-Birkenfeld (27. Februar 1724 – 15. August 1767)– (Vater von König Max I. Joseph)
18. Elisabeth Maria Auguste, Kurfürstin von der Pfalz und von Bayern (17. Januar 1721 – 17. August 1794) – (Gemahlin von Kurfürst Karl Theodor)
19. Herzog Karl August von Zweibrücken (29. Oktober 1746 – 1. April 1795)– (Bruder von König Max I. Joseph)
20. Prinzessin Carolina Clotilde (16. Januar 1816 – 25. Juni 1816) – (Tochter von Prinzessin Auguste)
21. Eugène de Beauharnais (3. September 1781 – 21. Februar 1824) – (Gemahl von Prinzessin Auguste und Stiefsohn von Kaiser Napoleon I.)
22. Prinzessin Auguste (21. Juni 1788 – 13. Mai 1851) – (Tochter von König Max I. Joseph)
23. Prinz Adalbert Wilhelm (19. Juli 1828 – 21. September 1875) – (Sohn von König Ludwig I.)
24. Ludwig II., König von Bayern (25. August 1845 – 13. Juni 1886)
25. Prinzessin Amalia Pilar von Spanien (12. Oktober 1834 – 27. August 1905) – (Gemahlin von Prinz Adalbert Wilhelm)
26. Otto I., König von Bayern (27. April 1848 – 11. Oktober 1916)
27. Prinz Leopold (9. Februar 1846 – 28. September 1930) – (Sohn von Prinzregent Luitpold)
28. Gisela von Österreich (12. Juli 1856 – 27. Juli 1932) – (Gemahlin von Prinz Leopold und Tochter von Kaiser Franz Joseph I.)
29. Prinz Alfons (24. Januar 1862 – 8. Januar 1933) – (Sohn von Prinz Adalbert Wilhelm)
30. Prinzessin Clara (11. Oktober 1874 – 29. Mai 1941) – (Tochter von Prinz Adalbert Wilhelm)
31. Prinzessin Maria de la Paz von Spanien (23. Juni 1862 – 4. Dezember 1946) – (Gemahlin von Prinz Ludwig Ferdinand)
32. Prinz Ludwig Ferdinand (22. Oktober 1859 – 23. November 1949) – (Sohn von Prinz Adalbert Wilhelm)
33. Prinzessin Louise Viktoria Sophie (19. Juli 1869 – 4. Februar 1952)
34. Prinzessin Maria (3. Januar 1953 – 3. Januar 1953)
35. Prinzessin Philippa (26. Juni 1954 – 26. Juni 1954)
36. Prinz Franz (10. Oktober 1875 – 25. Januar 1957) – (Sohn von König Ludwig III.)

Außerdem bergen die Kolumbarien der Fürstengruft mehrere Herzurnen, u. a. von Maximilian de Beauharnais, 3. Herzog von Leuchtenberg, † 1852 in Sankt Petersburg.
Die Särge von vier zwischen 1969 und 1971 verstorbenen Wittelsbachern (Prinz Konrad, Prinz Konstantin, Prinz Adalbert, Prinzessin Bona) waren zunächst ebenfalls in der Fürstengruft bestattet, wurden aber 1977 auf den neuen Familienfriedhof der Wittelsbacher im Kloster Andechs überführt.
Siehe auch: Liste von Grabstätten europäischer Monarchen

## St.-Michael-Zentrum
An den Hochchor der Jesuiten-Kirche ist das Zentrum St. Michael angebaut. In dem Zentrum St. Michael befinden sich die beiden Einrichtungen Glaubensorientierung und die Gemeinschaft Christlichen Lebens (GCL). Neben den liturgischen und kulturellen Angeboten der Kirche, dem jeweils eigenen Programm der Glaubensorientierung und der Gemeinschaft Christlichen Lebens gibt es weitere offene Veranstaltungen in den Räumen der Meditationskirche. Über das ganze Kalenderjahr verteilt gibt es 5 Biblische Besinnungstage. Abende zur ignatianischen Spiritualität thematisieren jeweils einen Aspekt des geistlichen Lebens in der Tradition des Hl. Ignatius. Es gibt Exerzitientage für junge Erwachsene im Alter zwischen 20 und 40 Jahren. In den Räumen des Zentrums treffen sich Gruppen zur monatlichen Eucharistiefeier der GCL, zum Bibelnachmittag, im Bibelkreis zu den Sonntagslesungen, zu einem Lesekreis, zu Übungen in Meditation und Kontemplation.

## Sonstiges
- Pater Rupert Mayer SJ wirkte als Prediger an St. Michael. Seine Arbeit war geprägt von Anklage und Offenlegung der NS-Machenschaften. Wenige Monate nach der Kapitulation des Dritten Reiches erlitt er an Allerheiligen 1945 während einer Predigt in der Kreuzkapelle der St.-Michael-Kirche einen Schlaganfall und verstarb noch am gleichen Tag. Sein Grabmal fand Pater Rupert Mayer nur wenige Gehminuten entfernt in der Bürgersaalkirche.
- Bis heute ist St. Michael keine Pfarrkirche, sondern Institutskirche der Jesuiten. Markenzeichen sind Predigt, Beichte und Kirchenmusik, die vor allem kirchenferne Menschen ansprechen will.